# Hauho
Hauho est une ancienne municipalité du sud de la Finlande, dans la région du Kanta-Häme. Elle a fusionné le 1er janvier 2009 avec la ville d'Hämeenlinna.
Depuis, Hauho est l'une des cinq conurbations d'Hämeenlinna.

## Histoire
La première mention du lieu date de 1329. La petite église en pierre dédiée à saint Jean fut édifiée à la fin du XVe siècle et reste debout aujourd'hui.

## Géographie
Une curiosité, Hauho marque le barycentre de la population en Finlande. Ce fait souligne le net déséquilibre de densité de population entre le sud-ouest et le reste du pays.
Le centre administratif se situe à 32 km de la capitale régionale Hämeenlinna, 63 km de Tampere et 132 km d'Helsinki. L'ancienne commune est traversée par la nationale 12, axe ouest-est reliant Rauma à Kouvola. L'agriculture reste un moteur majeur de l'économie locale.
La colline fortifiée Teponlinna date de l'âge du fer.

## Personnalités liées à la commune
- Johan Wilhelm Rangell (1894-1982) ; né à Hauho, il est Premier ministre de la Finlande de 1941 à 1943.
- Johan Richard Danielson-Kalmari
- Axel Fredrik Charpentier